# Schmidt & Bender
Schmidt & Bender (spesso abbreviato in S & B) è una società tedesca specializzata nella produzione di mirini telescopici per la caccia, lo sport, le forze dell'ordine e le armi militari.
L'azienda è stata fondata nel 1957 dal liutaio Helmut Schmidt e dal maestro liutaio Helmut Bender. L'azienda ha iniziato la propria attività con la produzione di mirini telescopici e articoli per la caccia ad una grande quantità di tedeschi, che commercializzava sotto vari nomi ma gradualmente ha iniziato a produrre mirini telescopici sotto il proprio marchio. Attualmente la società è ancora un'impresa familiare.
Gran parte del processo di assemblaggio è fatto a mano, motivo per cui la società può produrre un numero limitato di mirini annui.

## Schmidt & Bender Hungaria Optik
Nel 1992 Schmidt & Bender Hungaria Optik Srl a Budapest, in Ungheria è stata fondata come società indipendente da Schmidt & Bender Srl, Biebertal, Germania. Il processo di privatizzazione in Ungheria ha reso possibile per Schmidt & Bender di acquistare la produzione di ottiche di precisione e di fibre ottiche da parte dell'impresa di proprietà del governo Hungarian Optical Works. 
I modelli di ottica della linea di prodotti Schmidt & Bender Classic possono essere sia "Made in Germany" o "Made in Ungheria". I mirini Ungheresi non sono normalmente offerti ai clienti dell'Europa occidentale e degli Stati Uniti e tendono ad essere meno costosi.
L'esternalizzazione della produzione di componenti o l'acquisto dall'estero di componenti specializzati da o verso paesi come il Giappone, Ungheria, ecc. è abbastanza usuale per i produttori di mirini telescopici.

## Prodotti
- Linea di prodotti Classic progettati per la caccia.
- Linea di prodotti Precision progettati per la caccia.
- Linea di prodotti Zenith progettati per la caccia.
- Police Marksman II (PM II) linea di prodotti progettati per i militari e le forze dell'ordine.

## Galleria d'immagini

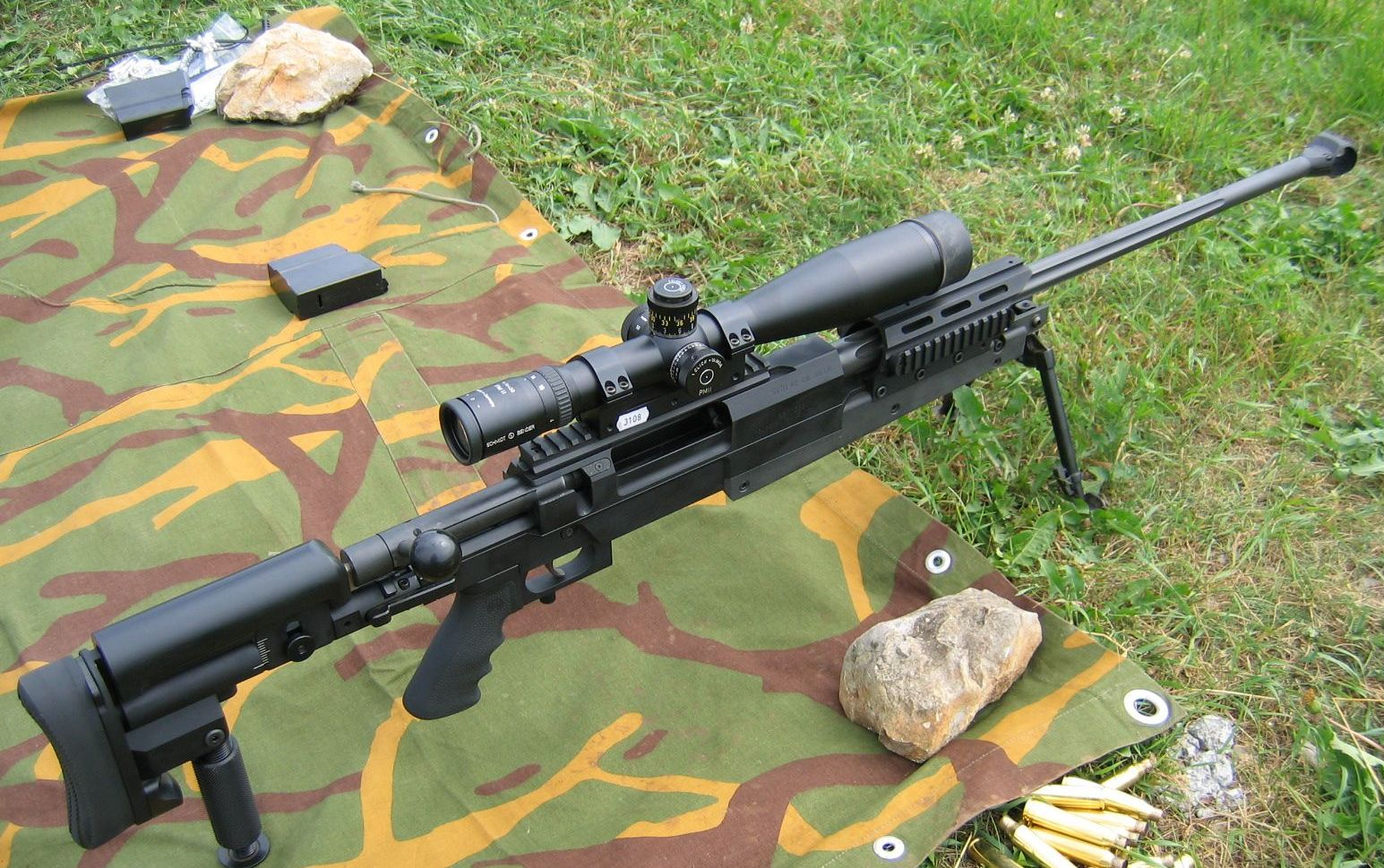
Mirino Telescopico Schmidt & Bender 3-12x50 PM II.
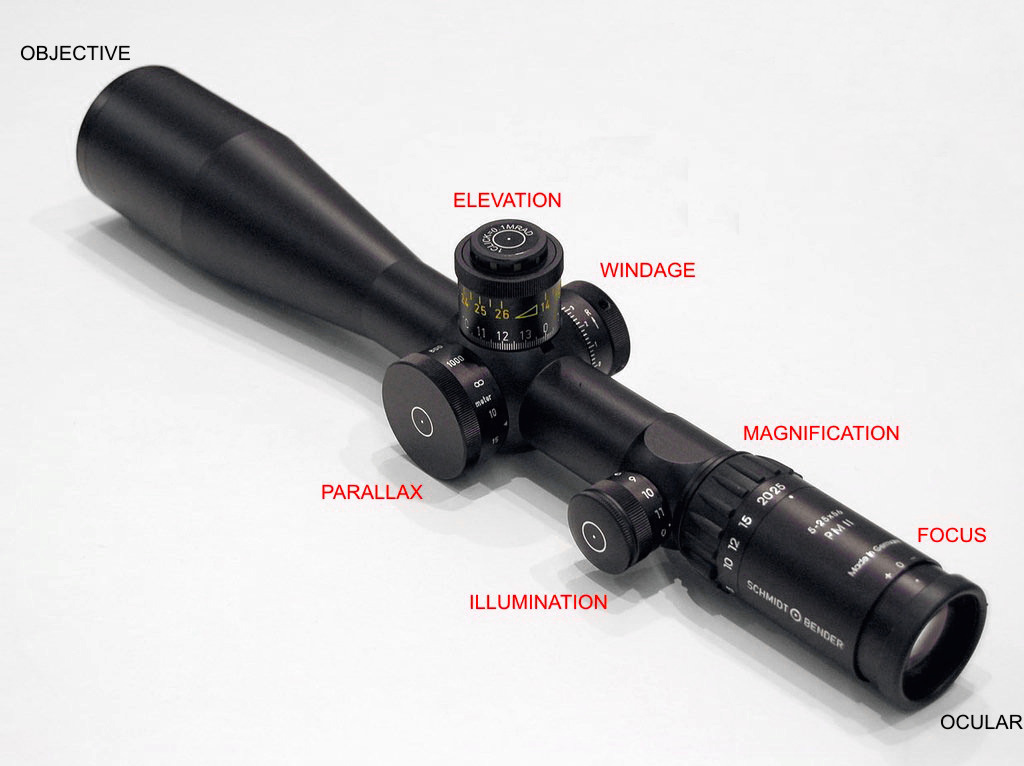
Mirino Telescopico Schmidt & Bender 5-25x56 PM II LP.
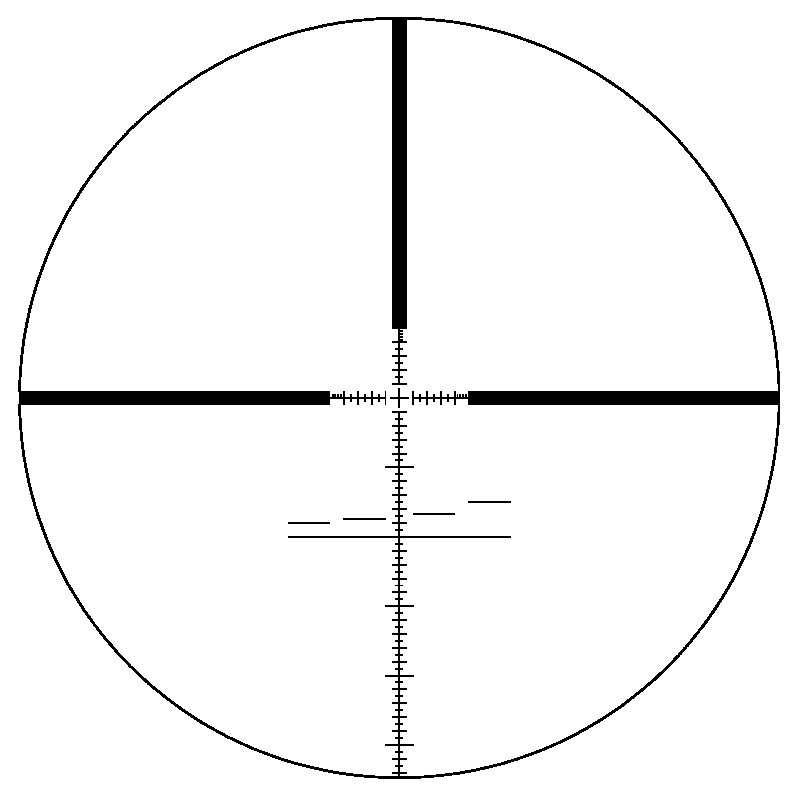
Il P4 reticolo in uso nello Schmidt & Bender 5-25x56 PM II LP con 5x di zoom.
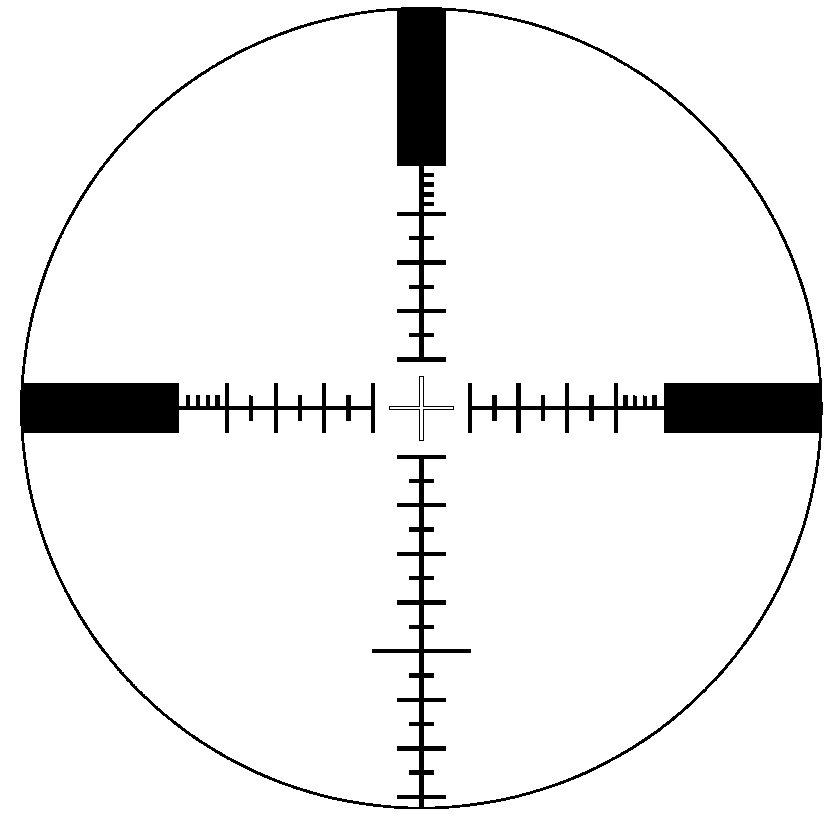
Il P4 reticolo in uso nello Schmidt & Bender 5-25x56 PM II LP con 25x di zoom.